# Eryphanis aesacus
Eryphanis aesacus is een vlinder uit de familie Nymphalidae. De wetenschappelijke naam van de soort is voor het eerst geldig gepubliceerd in 1850 door Gottlieb August Wilhelm Herrich-Schäffer.